# Punkreas 90-93
Punkreas 90-93 è una raccolta del gruppo punk italiano Punkreas, comprendente i pezzi del demo Isterico e quelli usciti solo nella versione in vinile di United Rumors of Punkreas.

## Tracce
1. No Cops – 2:29
2. Isterico – 3:20
3. Persia – 2:22
4. Anarchia – 1:26
5. Antisocialism – 2:37
6. Funny – 1:26
7. Fegato centenario – 2:04
8. Il vicino – 2:11
9. Occhi puntati – 3:05
10. Disgusto totale – 3:06
11. È ora di finirla – 2:16
12. Alterazione cerebrale – 2:53
13. Montezuma – 3:04
14. Intifada – 2:43
15. Skizo – 2:47
16. Il vicino – 2:44
17. I chiromanti (live) – 5:52
18. Tutti in pista (live) – 3:39

## Formazione
- Cippa - voce
- Noyse - chitarra tracce 9-18
- Flaco - chitarra
- Paletta - basso e cori
- Mastino - batteria
- Caludio - chitarra tracce 1-8